# IBL Banca
IBL Banca è un istituto di credito italiano, capogruppo dell'omonimo gruppo con sede a Roma. Le sue origini risalgono al 1927, come istituto finanziario che si trasforma poi in banca, nel 2004, e diventa gruppo bancario nel 2008.
Il Gruppo Bancario IBL Banca è costituito dalla Capogruppo IBL Banca S.p.A. e da: Banca Credito Attivo S.p.A. (BCA Banca), Banca di Sconto S.p.A, IBL Servicing S.p.A., IBL Real Estate S.r.l., partecipate al 100% da IBL Banca, Moneytec S.r.l., partecipata al 60% da IBL Banca, Credit Factor S.p.A., partecipata al 50% da BCA Banca.
È inoltre partecipata all'80,01% da IBL Banca S.p.A. la società IBL Assicura S.r.l che svolge attività di collocamento di prodotti assicurativi.
Il Gruppo, a gennaio 2025, impiega oltre 900 dipendenti. IBL Banca è presente su tutto il territorio nazionale con 52 filiali, alle quali si aggiunge la rete di agenti arrivando così a oltre 120 punti vendita sul territorio nazionale.
Specializzata nel credito personale,  IBL Banca propone una gamma completa di prodotti che include conti remunerati, depositi vincolati, assicurazioni e soluzioni per agevolare la gestione del business.  
I marchi di prodotto più noti sono RataBassotta e SaldarateIBL per i finanziamenti e ControCorrente per il conto corrente.